# Awaruit
Awaruit là một dạng hợp kim tự nhiên của niken và sắt có công thức hóa học từ Ni2Fe đến Ni3Fe.
Awaruit xuất hiện ở dạng sa khoáng trong sống có nguồn gốc từ peridotit và ophiolit bị serpentin hóa. Nó cũng là thành phần hiếm trong thiên thạch. Nó xuất hiện cộng sinh với vàng tự sinh và magnetit trong sa khoáng; với đồng, heazlewoodit, pentlandit, violarit, cromit, và millerit trong peridotit; với kamacit, allabogdanit, schreibersit và graphit trong thiên thạch.
Khoáng vật này được miêu tả đầu tiên năm 1885 khi nó xuất hiện dọc theo sông Gorge, Awarua Bay South Island, New Zealand, nó chỉ xuất hiện ở dạng địa phương.
Awaruit cũng được gọi là josephinit trong các mẫu bắt gặp ở quận Josephine, Oregon, ở đây chúng có dạng cục sa khoáng trong các lòng suối và dạng khối trong các đá bị serpentin hóa của Josephine peridotit. Một số mẫu chứa andradit granat.